# General San Martín (ort i Argentina)
General San Martín är en ort i Argentina.   Den ligger i provinsen La Pampa, i den centrala delen av landet, 600 km sydväst om huvudstaden Buenos Aires. General San Martín ligger 165 meter över havet och antalet invånare är 2 846.
Terrängen runt General San Martín är mycket platt. Trakten runt General San Martín är nära nog obefolkad, med mindre än två invånare per kvadratkilometer.. General San Martín är det största samhället i trakten.
Trakten runt General San Martín består i huvudsak av gräsmarker.